# Дірк Люрс
Дірк Люрс (нім. Dierk Lührs; 18 листопада 1919, Мангайм — 23 вересня 2003) — німецький офіцер-підводник, оберлейтенант-цур-зее крігсмаріне.

## Біографія
1 жовтня 1938 року вступив на флот. З 1 травня 1940 року служив в 3-й флотилії R-катерів. З лютого 1942 року — командир катера 12-ї флотилії R-катерів. З 6 липня по 17 грудня 1942 року пройшов курс підводника. З 18 грудня 1942 по 11 липня 1943 року — 1-й вахтовий офіцер на підводному човні U-596. З 16 липня по 23 серпня 1943 року пройшов курс командира човна, після чого був переданий в розпорядження навчально-технічної групи підводних човнів в Гелі. З 24 вересня 1943 року служив на U-38. 1 листопада переданий в розпорядження 29-ї флотилії. З 7 грудня 1943 року — командир U-453, на якому здійснив 3 походи (разом 69 днів у морі). 21 травня 1944 року U-453 був виявлений в Іонічному морі північно-східніше мису Спартівенто і затоплений глибинними бомбами британських есмінців «Термагент» і «Тенейшос» та ескортного міноносця «Ліддесдейл». 1 член екіпажу загинув, 51 були врятовані і взяті в полон. 6 березня 1946 року звільнений.
Всього за час бойових дій потопив 5 кораблів загальною водотоннажністю 7439 тонн.
| Дата           | Назва корабля   | Тип               | Тоннаж | Вантаж | Екіпаж | Загинули | Країна             | Конвой |
| -------------- | --------------- | ----------------- | ------ | ------ | ------ | -------- | ------------------ | ------ |
| 1 лютого 1944  | Agia Paraskevi  | Вітрильник        | 80     |        | ?      | 0        | Королівство Греція |        |
| 1 лютого 1944  | Salem           | Вітрильник        | 81     |        | ?      | 0        | Ліван              |        |
| 1 лютого 1944  | Himli           | Вітрильник        | 67     |        | ?      | 0        | Ліван              |        |
| 2 лютого 1944  | Yahiya          | Вітрильник        | 64     |        | ?      | 0        | Сирія              |        |
| 19 травня 1944 | Fort Missanabie | Торговий пароплав | 7,147  | Баласт | 60     | 12       | Британська імперія | HA-43  |

## Звання
- Кандидат в офіцери (1 жовтня 1938)
- Морський кадет (1 липня 1939)
- Фенріх-цур-зее (1 грудня 1939)
- Оберфенріх-цур-зее (1 серпня 1940)
- Лейтенант-цур-зее (1 квітня 1941)
- Оберлейтенант-цур-зее (1 квітня 1943)

## Нагороди
- Нагрудний знак мінних тральщиків (12 листопада 1940)
- Залізний хрест
  - 2-го класу (22 травня 1941)
  - 1-го класу (28 червня 1943)
- Нагрудний знак флоту (16 жовтня 1942)
- Нагрудний знак підводника (20 квітня 1943)